# Raketa (časopis)
RAKETA je multižánrový časopis pro děti, který od prosince 2014 vydává nakladatelství Labyrint ve spolupráci se spolkem Raketa dětem, z.s. a označuje ho jako „časopis pro děti chytrých rodičů“. 
Časopis založil nakladatel Joachim Dvořák, za obsahovou a grafickou podobu odpovídají šéfredaktorky Radana Litošová a Johana Švejdíková. Časopis je specifický originálním grafickým zpracováním a obsahuje původní tvorbu českých ilustrátorů. Mezi stálé přispěvatele patří Milada Rezková, Lukáš Urbánek, Nikkarin, Aneta F. Holasová, Jana Šrámková, Petra Josefína Stibitzová, Marie König Dudziaková, Bája Haager, Marie Urbánková, Filip Raif, Olga Starostová, Nikola Hoření, Monika Baudišová, Tereza Beránková, Marek Rubec, Patrik Antczak a další.
Časopis neobsahuje žádné reklamy a každé číslo je zaměřené na vybrané téma. Součástí časopisu jsou knižní tipy na dětskou literaturu, komiksy, kvízy nebo recepty. Kromě češtiny se RAKETA dočkala také maďarského a německého vydání. V roce 2022 byla uspořádána veřejná sbírka na vydání speciálního čísla v ukrajinštině pro děti válečných uprchlíků, na kterém se podíleli čeští a ukrajinští autoři, součástí čísla byl také ilustrovaný ukrajinsko-český slovníček.

## RAKETA mini
Pod hlavičkou RAKETY vycházejí také příležitostné hravé sešity nazvané RAKETA mini. Jejich témata se zaměřují mj. na malé školáky a jejich rodiče (Pro nejmenší, První čtení, Sešit pro rodiče), na prevenci závislostí na digitálních přístrojích nebo nástrahy kybersvěta (Digitální svět, V síti), na vzdělávání v rozličných oblastech, jako je finanční gramotnost, divadelní etiketa, angličtina nebo umělá inteligence (Leopoldova finanční poradna, Malý divák, Angličtina s Bennym, Umělá inteligence), psychologická (Introverti jsou in) nebo sociální témata (O dobrovolnictví, ve spolupráci s Výborem dobré vůle - Nadací Olgy Havlové) a další. 

## Publikace
Z pravidelných příspěvků, komiksů, tipů na výlety, kvízů a naučných úkolů na stránkách časopisu RAKETA vznikla už řada knížek. 
- RAKETA – Hravá kniha pro děti 1 (kolektiv autorů, 2018) – výběr nejzábavnějších her, úkolů a kvízů z čísel 1–15.

- Rackomix (Milada Rezková a Lukáš Urbánek, 2019) – sebrané komiksy s Doktorem Rackem s bonusovými úkoly ke každému dílu.
- Kniha na výlety (Joachim Dvořák, Johana Švejdíková a Filip Raif, 2021) – 22 výletů táty s malou dcerou do evropských metropolí se zábavnými úkoly ke zpříjemnění dlouhých čekání na cestách.

- Dobrodružství Rockyho & Terky (Nikkarin, 2022) – komiksové příběhy dvojice kamarádů, které vycházely na stránkách čas. RAKETA v letech 2014–2020 s bonusovým komiksem Uno, Duo, Tria.

- RAKETA – Hravá kniha pro děti 2 (kolektiv autorů, 2022) – výběr nejzábavnějších her, úkolů a kvízů z čísel 16–30.
- Matylda a Růžovej vlk (Jana Šrámková a Petra Josefína Stibitzová, 2023) – komiksové příběhy, které vycházely v Raketě v letech 2016–2023. Kniha získala cenu Muriel za nejlepší komiks pro děti za rok 2023.
- RAKETA vaří (Tereza Beránková, 2024) - výběr receptů pro děti a jejich rodiče, které vycházely 10 let v časopisu RAKETA

## Další aktivity
Raketa pravidelně pořádá putovní výstavy, workshopy a besedy po celé ČR.
Společně s neziskovou organizací Raketa dětem z.s. podporuje dlouhodobě nemocné a sociálně znevýhodněné děti v projektu Daruj Raketu a také posílá časopis Raketa zdarma dětem v pěstounských rodinách.

## Přehled vydaných čísel a témat
RAKETA
|      | březen               | červen              | září                | prosinec                 |
| 2014 |                      |                     |                     | 01 Ledové číslo          |
| 2015 | 02 Brouci & spol.    | 03 Pod hladinou     | 04 Náladové číslo   | 05 Vesmír                |
| 2016 | 06 Mláďata           | 07 Létání           | 08 Jídlo je radost  | 09 Jinýma očima          |
| 2017 | 10 Rock‘n’roll       | 11 Cestování        | 12 Chlupaté číslo   | 13 Strašidelná třináctka |
| 2018 | 14 Botanika          | 15 Detektivní číslo | 16 Rodina           | 17 Sport v kulichu       |
| 2019 | 18 Na zdraví         | 19 Kolo             | 20 Film             | 21 Podzemí               |
| 2020 | 22 Hry               | 23 U Protinožců     | 24 Hrdinové         | 25 Elektrické číslo      |
| 2021 | 26 Na křídlech ptáků | 27 Afrika           | 28 O psaní          | 29 Psi & kočky           |
| 2022 | 30 Město             | 31 Sport v plavkách | 32 UFO              | 33 Na hory               |
| 2023 | 34 Stromy            | 35 Itálie           | 36 Divadlo          | 37 Čáry kouzla magie     |
| 2024 | 38 Jablko            | 39 Řeka             | 40 Slavnostní číslo | 41 Japonsko              |
| 2025 | 42 Láska             | 43 Kudy kam         | 44                  | 45                       |